# Korkenzieheranemone
Die Korkenzieheranemone (Radianthus doreensis, Synonym: Macrodactyla doreensis) ist eine große Seeanemone aus den tropischen Korallenriffen des Indopazifiks. 

## Verbreitung
Im Indischen Ozean lebt sie von den Maskarenen über den Chagos-Archipel bis an die Küste von Sumatra und Java. Weiter erstreckt sich ihr Verbreitungsgebiet im Pazifik mit Ausnahme der Küsten der Kleinen Sunda-Inseln, über ganz Indonesien bis nach Neuguinea, dem Bismarck-Archipel und dem Great Barrier Reef an der Nordostküste Australiens. Nach Norden kommt sie über die Philippinen, Taiwan bis zu den südlichen Ryūkyū-Inseln vor. Im Vergleich zu anderen Symbioseanemonen hat sie ein relativ kleines Verbreitungsgebiet.

## Merkmale
Die Mundscheibe der Korkenzieheranemonen ist meist grau bis braun, oft mit einem purpurnen oder grünen Schimmer. Weiße Radialstreifen erstrecken sich von der Mundöffnung zum Rand. Der meist ins Sediment eingegrabene Körper ist oben bräunlich, unten hell orange bis kräftig rot. Die Mundscheibe erreicht einen Durchmesser von bis zu 50 Zentimetern. Die Tentakel sind nicht so zahlreich wie bei anderen Symbioseanemonen. Sie werden bis zu 17,5 cm lang, verjüngen sich zur Spitze hin und weisen eine leicht korkenzieherartige Krümmung auf.

## Lebensweise
Die Korkenzieheranemone lebt auf Sandböden zwischen Fels- und Korallenriffen. Bei Gefahr zieht sie sich in das Substrat zurück. Sie lebt mit Zooxanthellen in Symbiose, von denen sie einen Teil ihrer benötigten Nährstoffe bekommt. Die Korkenzieheranemone ist eine Symbioseanemonen und wichtiger Symbiosepartner der Anemonenfische. Insgesamt drei Arten der Anemonenfische, der Mauritius-Anemonenfisch (Amphiprion chrysogaster), Clarks Anemonenfisch (A. clarkii) und der Halsband-Anemonenfisch (A. perideraion) akzeptieren sie als Partner. 